# 2543 Мачадо
2543 Мачадо (2543 Machado) — астероїд головного поясу, відкритий 1 червня 1980 року.
Тіссеранів параметр щодо Юпітера — 3,109.